# Петровский (Панкрушихинский район)
Петровский — посёлок в Панкрушихинском районе Алтайского края России. Входит в состав Луковского сельсовета.

## География
Посёлок расположен в северо-западной части Алтайского края, на Приобском плато, на расстоянии примерно 21 км (по прямой) к северо-северо-западу от села Панкрушиха, административного центра района.
Климат континентальный, средняя температура января составляет −18,7 °C, июля — 22 °C. Годовое количество атмосферных осадков — 465 мм.

## История
Основан в 1914 году. В 1926 году состоял из 43 хозяйств, основное население — русские. В административном отношении являлся центром Петровского сельсовета Панкрушихинского района Каменского округа Сибирского края.

## Население
| 1926 | 1997 | 1998 | 1999 | 2000 | 2001 | 2002 |
| ---- | ---- | ---- | ---- | ---- | ---- | ---- |
| 222  | ↘149 | →149 | ↘136 | →136 | ↘123 | ↘106 |
| 2003 | 2004 | 2005 | 2006 | 2007 | 2008 | 2009 |
| ↘98  | ↘82  | →82  | ↗84  | ↘80  | ↗84  | ↗86  |
| 2010 | 2011 | 2012 | 2013 |      |      |      |
| ↘79  | ↗80  | ↗90  | →90  |      |      |      |

Согласно результатам переписи 2002 года, в национальной структуре населения русские составляли 93 %.

## Улицы
Уличная сеть посёлка состоит из 2 улиц:
- ул. Новосибирская
- ул. Степная